# Agnathiella beckeri
Agnathiella beckeri är en djurart som tillhör fylumet käkmaskar, och som beskrevs av Wolfgang Sterrer 1971. Agnathiella beckeri ingår i släktet Agnathiella och familjen Agnathiellidae. Inga underarter finns listade i Catalogue of Life.